# Vicente Antonio García de la Huerta

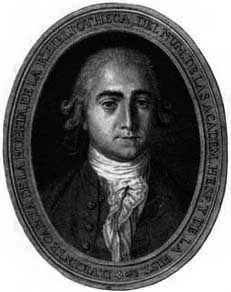
Vicente Antonio García de la Huerta

Vicente Antonio García de la Huerta (* 9. März 1734 in Zafra; † 12. März 1787 in Madrid) war ein spanischer Dichter und Kritiker.
Vicente Garcia de la Huerta (spr. uérta), studierte an der Universität Salamanca und ging dann nach Madrid, wo er sich zuerst durch mehrere gelungene Übersetzungen und einige Originalgedichte bekannt machte.
Er trat als heftiger Gegner des französischen Klassizismus auf, erwies sich jedoch in seinen eigenen Werken wenig konsequent. Sein Trauerspiel Raquel (1778); auch in Ochoas Teatro español (Band 5, Paris 1838), welches die Liebe des Königs Alfons VIII. zur schönen Jüdin Rahel behandelt und noch heute von den Spaniern geschätzt wird, zog ihm eine kurze Verbannung nach Oran zu.
Wieder zurückberufen, wurde er Oberbeamter der königlichen Bibliothek, Mitglied der spanischen Akademie und anderer gelehrter Gesellschaften. Er starb am 12. März 1787 in Madrid.
Seine Poesien, teils lyrischer, teils dramatischer Gattung, zeichnen sich durch poetischen Gehalt und besonders durch guten Versbau aus. Durch sein Teatro español (Madrid 1785–86, 17 Bde.), eine Auswahl älterer spanischer Dramen, strebte er danach, den Geschmack des Publikums für das alte Nationaldrama wieder zu wecken.
Die Elektra des Sophokles bearbeitete er unter dem Titel: Agamemnon vengado. Huertas Dichtungen sind gesammelt in Obras poeticas (Madrid 1778–79, 2 Bde.; auch abgedruckt in der Biblioteca de autores españoles, Band 61). Außerdem hat man von ihm eine Biblioteca militar española (Madrid. 1760).
Dieser Artikel basiert auf einem gemeinfreien Text aus Meyers Konversations-Lexikon, 4. Auflage von 1888 bis 1890.
| Personendaten    | Personendaten                          |
| ---------------- | -------------------------------------- |
| NAME             | Huerta, Vicente Antonio García de la   |
| KURZBESCHREIBUNG | spanischer Schriftsteller und Chronist |
| GEBURTSDATUM     | 9. März 1734                           |
| GEBURTSORT       | Zafra                                  |
| STERBEDATUM      | 12. März 1787                          |
| STERBEORT        | Madrid                                 |